# 아사즈케

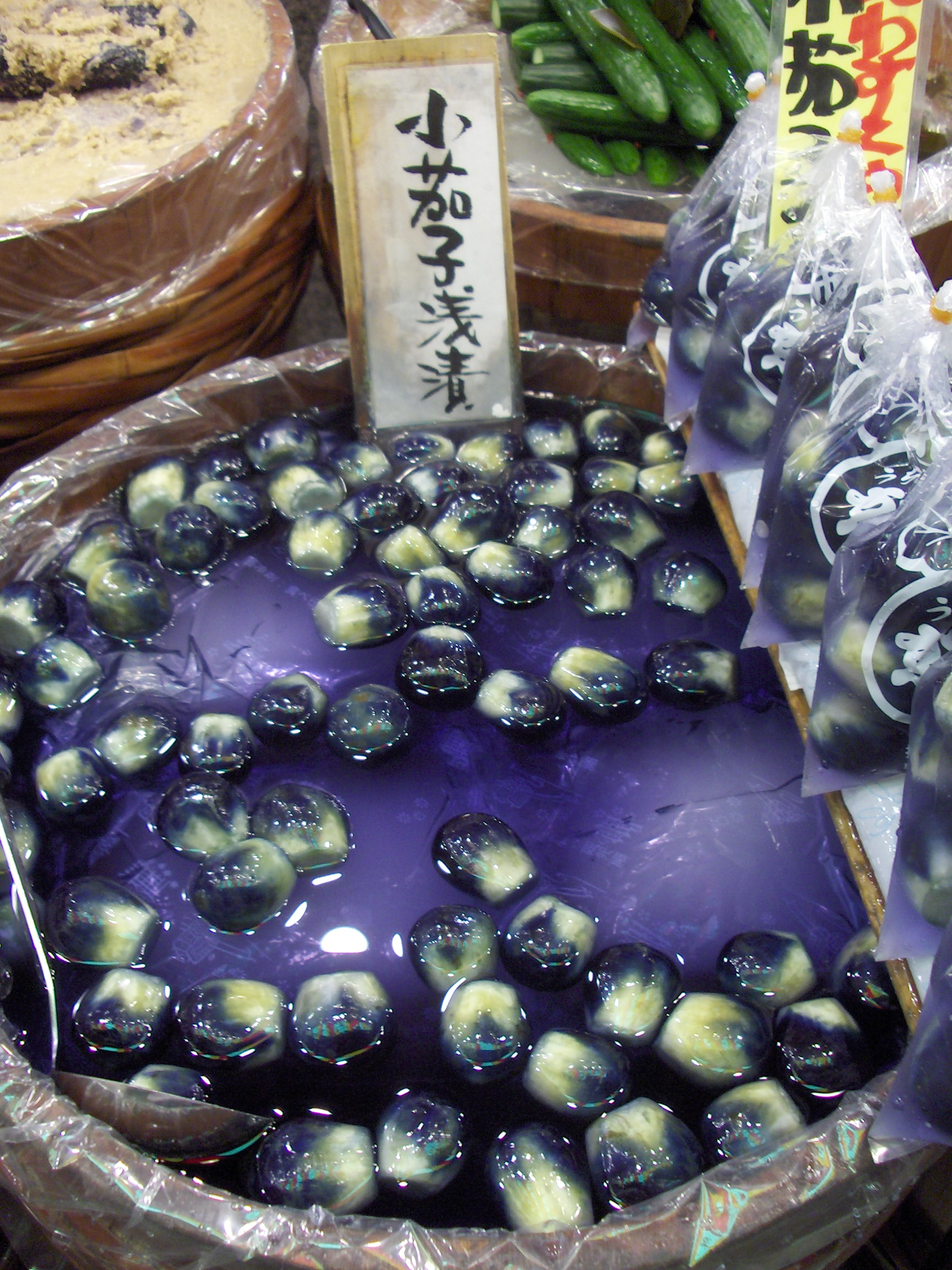
코나스 아사즈케(小茄子浅漬), 교토시의 니시키 시장

아사즈케(일본어: 浅漬け, あさづけ)란 오이, 무, 가지 등의 채소를 조미액에 단시간 담근 절인 음식이다. 소쿠세키즈케(即席漬け), 이치야즈케(一夜漬け), 오싱코(お新香, おしんこ)라고도 부른다. 또한 조리할 때 스즈케(식초 절임)나 누카즈케(쌀겨절임)등의 절임음식을 짧은 시간에 건져 올린 것을 아사즈케라고 부르는 경우도 있다.(이 경우 반의어는 후루즈케(古漬け)다.)

## 개요
'신생강'(생강의 일종)은 이제까지의 후루즈케와 달리 아사즈케의 시작이 되었다. 아사즈케 전문점에서 많은 아사즈케가 팔리고 있다. 또한 다듬은 채소를 소금에 비벼서 다시마, 고추등과 같이 타파웨어나 봉투에 넣어두기만 하는 것도 가능해서 가정에서도 쉽게 만들 수 있다. 또 채소에 묻히기만 하는 조미액도 시판되고 있다. 가공식품으로도 인기가 있어서 생산량도 많다.
채소 등은 수분이 줄어들면서 맛이 응축되어 무게가 줄기 때문에 다량의 채소를 섭취하기가 쉬워진다.
또, 발효가 되지 않기 때문에 채소의 색이 변하지 않는다.

## 각종 요리
지방의 특산물로 되어 있는 것도 있고 일본 각지에서 만들어서 먹고 있다. 홋카이도의 마쓰마에즈케는 간장과 미림(술의 일종)에 절인다.
배추에 조미액을 더해 아사즈케식으로 제조하는 일본식 김치도 있다. 신 맛이 적어서 시원한 느낌이 나서 일본에서도 인기가 있으며 시장에서 판매하는 조미액을 써서 가정에서 시간이 얼마 안 걸리면서도 단순하게 만들 수 있다. 마리네는 물고기, 채소 등을 식초에 담그는 아사즈케의 일종이다.

## 같이 보기
- 일본 요리